# Estación de Nine Elms
La Estación de tren de Nine Elms estaba situada en el distrito de Battersea en Londres, y estuvo operativa entre 1838 y 1848 para viajeros y hasta 1968 para mercancías. 

## Historia

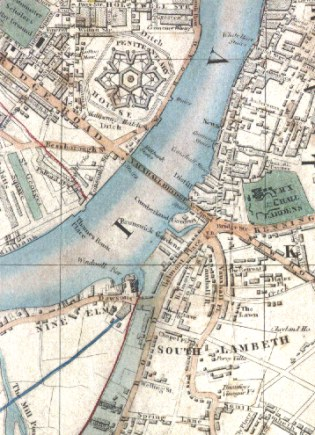
Detalle de un mapa de 1847 que muestra la estación

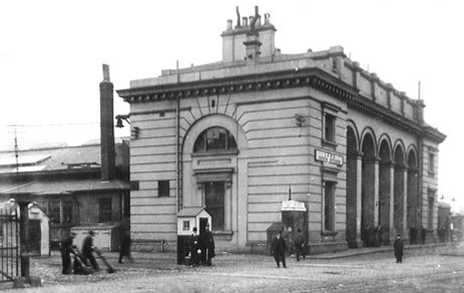
Nine Elms cuando se usaba como estación de mercancías, adaptada de una fotografía antigua fechada alrededor de 1905

La estación se inauguró el 21 de mayo de 1838 como la terminal londinense del Ferrocarril de Londres y Southampton, que ese mismo día se convirtió en el Ferrocarril de Londres y del Suroeste. El edificio de estilo neoclásico fue diseñado por Sir William Tite. La estación tenía una ubicación muy poco conveniente para viajar al centro de Londres, con la necesidad de completar el viaje en coche de caballos o en los barcos de vapor que conectaban la estación con puntos entre Vauxhall y London Bridge.
Estuvo cerrada a los pasajeros desde el 11 de julio de 1848, cuando el L&SWR abrió su extensión metropolitana, el viaducto de Nine Elms a Waterloo desde Nine Elms hasta Waterloo (entonces llamada Estación del Puente de Waterloo), y el área adyacente a la estación albergaba los Talleres Locomotivos de Nine Elms, dedicados al material remolcado del L&SWR hasta su reubicación en Eastleigh en 1909. Después del cierre del servicio de pasajeros, la estación y las vías circundantes continuaron en uso para el tráfico de mercancías.
En 1941 el edificio fue dañado por las bombas alemanas, siendo demolido en la década de 1960. La estación cerró como terminal de carga el 29 de julio de 1968. El sitio se convirtió en la sección de flores del New Covent Garden Market en 1974.